# Евдокимов, Евгений Яковлевич
Евгений Яковлевич Евдокимов (1924—1998) — советский партийный, хозяйственный и государственный деятель. Председатель Брянского исполкома городского Совета народных депутатов (1961—1986). Почётный гражданин города Брянска (1985).

## Биография
Родился в 1924 году в деревне Ковали, Жуковского района Брянской области.
С 1939 годы был избран членом ВЛКСМ. С 1941 года после окончания девяти классов в Ковальской сельской школе и начала Великой Отечественной войны Е. Я. Евдокимов призван в ряды Рабоче-Крестьянской Красной армии и добровольцем отправился в действующую армию на фронт. Участник Великой Отечественной войны в составе 199-го отдельного танкового батальона 85-й танковой бригады — сержант, командир башни танка Т-34. Воевал на Южном фронте, участник боёв под Харьковом и Сталинградом. В 1942 году получил в бою тяжёлое ранение и после лечения в военном госпитале был уволен в запас по болезни. За участие в период и после войны был награждён Орденом Отечественной войны 1-й степени и Ордена Красной Звезды.
С 1944 по 1949 годы проходил обучение в Бежицком институте транспортного машиностроения. С 1949 года начал работать секретарём комитета ВЛКСМ, позже, с 1952 по 1961 годы находился на должностях: начальника роторного отдела турбинного цеха, заместителем партийного организатора и заместителем начальника вагонного производства Брянского машиностроительного завода. 
С 1961 по 1986 годы, в течение двадцати пяти лет Е. Я. Евдокимов возглавлял Брянский исполнительный комитет городского Совета народных депутатов. В период длительного правления городом Брянском, Е. Я. Евдокимов добился бурного роста и развития города: строился жилой и социальный фонды, был утверждён и реализован генеральный план развития города: были открыты площади Партизан и В. И. Ленина, центрального цирка и гостиницы «Брянск» было произведено обустройство Покровской горы, были построены мосты через реки Десна и Болва, были проложены десятки километров инженерных коммуникаций и дорожной инфраструктуры и пуск первого троллейбуса в городе. 
В 1985 году «за большие заслуги в развитии города Брянска» Е. Я. Евдокимов был удостоен почётного звания — Почётный гражданин города Брянска.
Скончался в 1998 году в городе Брянске.

## Награды
- Орден Отечественной войны I степени (06.04.1985[1])
- Два Ордена Трудового Красного Знамени
- Орден Дружбы народов
- Орден Красной Звезды (06.11.1945[2])
- Орден Знак Почёта
- Медаль «За победу над Германией в Великой Отечественной войне 1941—1945 гг.» (14.01.1946)
- Медаль «В ознаменование 100-летия со дня рождения Владимира Ильича Ленина»

### Звание
- Почётный гражданин города Брянска (1985[3])

## Память
Одна из улиц Брянска названа именем Евгения Яковлевича Евдокимова.